# Apocalypse Now
Apocalypse Now is een Amerikaanse oorlogsfilm uit 1979 van Francis Ford Coppola met in de hoofdrollen Martin Sheen, Robert Duvall, Dennis Hopper en Marlon Brando.
Apocalypse Now is losjes gebaseerd op het boek Heart of Darkness van de Pools-Britse schrijver Joseph Conrad, maar speelt zich af in Vietnam en Cambodja ten tijde van de Vietnamoorlog. Hij is echter opgenomen op de Filipijnen. Van de opnamen is een documentaire gemaakt door Coppola's vrouw Eleanor Coppola onder de titel Hearts of Darkness (1991).
De film speelt zich af in Vietnam ten tijde van de Vietnamoorlog en wordt als een kritiek op deze oorlog gezien. De film behandelt klassieke thema's als menselijke overmoed en loutering, goed en kwaad, maar ook de waanzinnige kanten van oorlog. De film begint als een min of meer realistische oorlogsfilm, maar gaat geleidelijk aan over in een surrealistisch verhaal van zelfontdekking.

## Verhaal
Officier Kapitein Willard, die in het verleden in Vietnam geheime opdrachten voor de CIA heeft uitgevoerd, waaronder liquidaties, gaat in opdracht van de Amerikaanse legerleiding op zoek naar de gedeserteerde hoogbegaafde en hooggedecoreerde kolonel Kurtz, die met een inheems legertje een eigen oorlog voert. Willard krijgt als doel de kolonel te doden, officieel omdat de kolonel van (ongeoorloofde) moord en krankzinnigheid wordt beschuldigd. Tijdens zijn tocht, door de jungle van Vietnam en Cambodja over de (fictieve) Nung-rivier, geraakt kapitein Willard echter meer en meer gefascineerd door zijn doelwit en plaatst hij vraagtekens bij zijn opdracht en de hypocrisie van de Amerikaanse legerleiding: "To charge a guy with murder in this place, was like handing out speeding tickets at the Indy 500". De tocht, middels een kleine patrouilleboot met een kleurrijke bemanning, vormt een afspiegeling van de Vietnamoorlog.
Voordat ze de riviermond bereiken komen ze bij een strand waar de bloeddorstige kolonel Bill Kilgore een aanval op een dorp uitvoert. Vanuit een van de helikopters draaien ze zelfs luide operamuziek. Hij wil Willard en zijn groep eerst niet helpen totdat hij hoort dat een van de bemanningsleden een surfer is. Kilgore laat het dorp uiteindelijk verwoesten met napalm waarna de bemanning besluit te vertrekken, voordat de doorgedraaide Kilgore hen onder druk kan zetten om te gaan surfen.
Tijdens hun tocht over de rivier komen ze langs een optreden van een groep playboy bunnies.
Later volgt een ontmoeting met een sampan (lokale rivierboot). Ze controleren de boot, maar door de opgelopen spanning schieten ze op een vrouwelijk bemanningslid. Ze nemen de gewonde vrouw aan boord, maar Willard doodt haar omdat ze toch zou sterven en hij geen tijd wil verliezen.
Gaandeweg ontstaat spanning onder de bemanning omdat ze de reden voor hun missie willen weten. Na weken gevaren te hebben, bereiken ze een afgelegen voorpost van het leger dat constant gevechten levert met de Vietcong om de controle over een brug. Hier ontvangen ze extra informatie maar horen ze ook dat er al eerder iemand (kapitein Richard Colby) op pad was gestuurd om Kurtz te doden, maar Colby zou zich bij Kurtz hebben aangesloten.
Doordat de bemanning onvoorzichtiger wordt en regelmatig onder invloed van drugs is, kunnen ze minder alert reageren en tijdens aanvallen komen verschillende bemanningsleden om.
Uiteindelijk bereiken ze de locatie waar Kurtz zich schuilhoudt in de ruïnes van een oude Khmerstad, omgeven door vele lokale volgelingen. Er zijn verschillende lijken te zien die aan de bomen zijn opgehangen. Ze worden begroet door een Amerikaanse oorlogsfotograaf die Kurtz de hemel in prijst. Willard en de overgebleven bemanningsleden Chef en Lance lopen door de ruïnes en vinden de psychisch gebroken Colby. Ook blijken een aantal Amerikaanse soldaten zich bij Kurtz te hebben aangesloten. Willard stuurt Chef terug naar de boot met de opdracht om hun positie via de radio door te geven zodat een luchtaanval uitgevoerd kan worden mochten hij en Lance niet terugkeren. Willard wordt gevangen genomen en vastgebonden bij Kurtz gebracht in een donkere tempel. Hij wordt dagenlang gevangen gehouden en Kurtz brengt hem het afgehakte hoofd van Chef waardoor de luchtaanval niet zal kunnen plaatsvinden.
Willard wordt weer vrijgelaten en mag over het terrein rondlopen. In gesprekken deelt Kurtz zijn wereldbeeld, over oorlog, de menselijke drijfveren en beschaving. Kurtz ventileert zijn bewondering voor de Vietcong. Ook vertelt hij over zijn familie en zijn zoon. Tijdens een nachtelijk ritueel waarin een waterbuffel wordt geslacht stapt Willard de kamer van Kurtz binnen en valt hem aan met een kapmes. Kurtz spreekt zijn laatste woorden uit, ... The horror ... the horror en sterft. Willard en Lance lopen naar de boot en zien kans om langs de bewoners te komen die voor hen buigen. Met de geschriften van Kurtz varen ze weg. Op een van de papieren heeft Kurtz zelf geschreven dat het dorp uitgemoord moet worden. Terwijl ze wegvaren schakelen ze de radio in maar het wordt in het midden gelaten of de luchtaanval echt wordt aangevraagd.

## Rolverdeling
| Acteur             | Personage                      |
| ------------------ | ------------------------------ |
| Marlon Brando      | kolonel Walter E. Kurtz        |
| Martin Sheen       | kapitein Benjamin L. Willard   |
| Robert Duvall      | luitenant-kolonel Bill Kilgore |
| Frederic Forrest   | Jay 'Chef' Hicks               |
| Sam Bottoms        | Lance B. Johnson               |
| Laurence Fishburne | Tyrone 'Clean' Miller          |
| Dennis Hopper      | fotojournalist                 |
| Harrison Ford      | kolonel Lucas                  |
| Albert Hall        | Chief Phillips                 |
| G.D. Spradlin      | generaal Corman                |

## Achtergrondinformatie
Toen Coppola op 20 maart 1976 begon met filmen zou Harvey Keitel de rol van Willard spelen. Het duurde een maand voordat Coppola de beslissing nam om hem te vervangen, nadat hij de opnames van de eerste weken doornam. Keitel zou niet de juiste man zijn om Willard te spelen. Coppola zei hierover dat Keitel een zeer actieve acteur is, die altijd de aandacht naar zich toetrekt, en niet een passief toekijkende officier. Nadat dit was besloten vloog Coppola naar Los Angeles en nam contact op met Martin Sheen. Sheen kreeg vervolgens gedurende de opnamen een hartinfarct, de opnamen lagen weken stil terwijl de financiers van de film onkundig werden gehouden van dit voorval. Een ander probleem vormde acteur Marlon Brando. Brando zou de rol spelen van kolonel Kurtz. Coppola die met Brando had gewerkt met de opnames voor de The Godfather verwachtte een normaal uitziende Brando. De acteur was echter fors aangekomen en vertoonde weinig lust tot acteren. Om te voorkomen dat het uiterlijk van Brando te veel zou afleiden filmde Coppola vanuit bepaalde hoeken en hield hem veelvuldig in het donker. Brando's weerbarstige gedrag kostte echter veel opnametijd.
Coppola hoopte dat het Amerikaanse Ministerie van Defensie en het Amerikaanse leger hem toestemming en hulp zouden geven om de film te maken. In 1975 stuurde hij een onvoltooide versie van het script op. Het Amerikaanse leger vond het script onacceptabel en wilde niet meewerken. Nadat besloten was om de film niet in Australië op te nemen (waar de legerleiding stelde dat ze geen "agentschap voor filmattributen is") nam Coppola contact op met de toenmalige president van de Filipijnen, Ferdinand Marcos, die hem graag wilde helpen mits hij zou betalen. Het Filipijnse leger leverde helikopters, beveiliging en al het andere wat nodig zou zijn. Werken met de helikopters bleek lastig. Elke dag waren er nieuwe piloten en moest Coppola steeds opnieuw uitleggen wat hij wilde. Daarnaast werden de helikopters soms zonder overleg weggeroepen door de Filipijnse legerleiding wanneer zij elders nodig waren.
Laurence Fishburne was veertien jaar oud toen de productie begon. Hij loog over zijn leeftijd zodat hij de rol als Tyrone 'Clean' Miller zou krijgen als zeventienjarige. De productie duurde uiteindelijk zo lang dat hij zeventien jaar oud was toen de filmproductie klaar was.
De Nederlandse fotograaf Chas Gerretsen was betrokken bij de productie en maakte tegelijkertijd een fotoserie van de opnamen. In 2019 werd de documentaire Dutch Angle: Chas Gerretsen & Apocalypse Now over deze ervaringen uitgebracht. Hierin gaf hij aan dat de opnamen van de film met net zoveel waanzin gepaard gingen als de Vietnamoorlog zelf. Zo werd er met geld gesmeten en werden er zelfs ledematen uit een mortuarium gehaald voor op de set.

## Latere versies
Coppola gaf later aan dat de hij de film korter had gemaakt dan hij eigenlijk wilde. De film werd destijds te lang gevonden maar ook te surrealistisch. Terwijl hij vond dat de hele Vietnamoorlog surrealistisch was. In de versie van 1979 werden daarom scènes weggelaten en er werd in een aantal scènes geknipt.

### Apocalypse Now Redux
In 2001 werd een uitgebreidere versie van de film uitgebracht onder de titel Apocalypse Now Redux. De film was aangevuld met tot dan toe ongebruikt oorspronkelijk beeldmateriaal en gemonteerd tot de versie die Coppola oorspronkelijk voor ogen had gestaan maar die zijn tijd volgens hem te ver vooruit was. Deze versie duurt 202 minuten (49 extra minuten). Deze versie ging in mei 2001 in première op het Filmfestival van Cannes.
Onder meer de volgende aanpassingen zijn gedaan:
- Een nieuwe scène werd toegevoegd waarin de boot de playmates van het concert nogmaals tegenkomt op de rivier. Ze zijn gestrand met de helikopter en ruilen twee vaten met brandstof in ruil voor twee uur met de playmates.
- Een bijzondere scène is toegevoegd waarin de bemanning op de rivier langs een plantage van een Franse aristocratische familie komt die er een soort privékolonie op na houdt. De bemanning gaat dineren met de familie.
- De scène waarin de groep de surfplank van Kilgore steelt waarna deze de achtervolging inzet is aangepast. In de originele versie was niet helemaal duidelijk waarom er in een aantal latere scenes er een surfplank op de boot was.
- Een aantal scènes, onder andere over de ontmoeting met kolonel Kurtz zijn aangepast.

### Apocalypse Now Final Cut
In 2019 kwam de (waarschijnlijk) definitieve versie uit. Deze duurt drie uur en is weer een ingekorte versie van de Redux. Twee scènes werden verwijderd:
- De tweede ontmoeting met de playmates.
- Delen van het bezoek aan de privékolonie.
- Een scène waarin Kurtz Time magazine leest.

### First Assembly
Er is een versie in omloop die de allereerste versie bevat van 289 minuten. Hierin zitten scènes die in geen van de officiële versies voorkomen.

## Citaten
- "The shit piled up so fast in 'Nam you needed wings to stay above." (Willard wanneer hij zijn briefing leest)
- "I love the smell of napalm in the morning... it smells like... like victory." (Kilgore na een napalm-aanval) (op de achtergrondmuziek van Richard Wagner uit Die Walküre, een muzikaal citaat);
- "I hardly spoke a word to my wife until I said yes to a divorce." (Willard wanneer hij aan het mijmeren is over zijn terugkeer naar de VS na zijn eerste stationering in Vietnam)
- "Every man has his breaking point. Walt Kurtz has reached his. He has obviously become totally insane." (generaal Corman die de opdracht aan Willard uitlegt)
- "Terminate with extreme prejudice." (CIA-agent tegen Willard over de opdracht om Kurtz te doden)
- "I watched a snail crawl along the edge of a straight razor. That's my dream. It's my nightmare. Crawling, slithering, along the edge of a straight razor... and surviving." (Kurtz)
- "We train young men to drop fire on people. But their commanders won't allow them to write "fuck" on their airplanes because it's obscene!" (Kurtz)
- "We must kill them. We must incinerate them. Pig after pig. Cow after cow. Village after village. Army after army, and they call me an assassin! Well, what do you call it when the assassins accuse the assassin?" (Kurtz)
- "Charlie don't surf!" (Kilgore wanneer hij wil surfen in een door de Vietcong beheerst gebied)
- "If that's how Kilgore fought the war, I began to wonder what they really had against Kurtz." (Willard na een verwoestende aanval van Kilgore's eenheid op een dorp)
- "Charlie's idea of great R&R was a bowl of rice and a little rat meat. He just had two options: death or victory." (Willard wanneer hij de Playboybunnyshow ziet voor de Amerikaanse soldaten)
- "If I had ten divisions of those men, our troubles here would be over very quickly." (Kurtz nadat hij de meedogenloosheid van de Noord-Vietnamese soldaten heeft beschreven)
- "Never get out of the boat! Absolutely, goddamn' right. Unless you were going all the way. Kurtz went all the way. He split from the whole fucking program." (Willard nadat hij is aangevallen door een tijger in de jungle)
- "I couldn't believe they wanted this man dead. Third generation West Point, top of his class, Korea, about a thousand decorations." (Willard wanneer hij het dossier over Kurtz onder ogen krijgt)
- "I told you not to stop." (Willard tegen Chief nadat hij een gewonde Vietnamese vrouw doodschiet op een, tegen de wil van Willard, aangehouden sampan)
- "Who is in command here?" (Willard aan een soldaat in de verst gelegen en uiteenvallende Amerikaanse legerpost aan de Nung-rivier) "Ain't you?" (antwoordt de soldaat)
- "Do you think my methods are unsound, Willard?" (vraagt Kurtz aan Willard) "I don't see any method at all, Sir" (antwoordt Willard)
- "Ah the heads... sometimes he goes too far.. he's the first one to admit it!" (fotojournalist tegen Willard nadat hij afgehakte hoofden ziet)
- "What are you, Willard? An assassin?" (Kurtz) "I'm a soldier." (Willard) "You're neither. You're an errand boy sent by the grocery clerks to collect the bill." (Kurtz)
- "The Horror... The Horror..." (laatste woorden van Kurtz - een direct citaat uit Joseph Conrads Heart of Darkness)
- "Because it's judgement that defeats us." (Kurtz)

## Prijzen
De film werd bekroond met diverse filmprijzen: 
- Gouden Palm op het Filmfestival van Cannes
- Academy Award: twee gewonnen: Beste camerawerk en beste geluid, en zes nominaties: Beste film, beste regisseur, beste mannelijke bijrol, beste artdirection, beste montage en beste bewerkte scenario
- Golden Globe: drie gewonnen: Best Director, Best Actor in Supporting Role, Best Original Score, en een nominatie: Best Motion Picture.
- BAFTA Award: twee gewonnen: Best Direction, Best Actor in Supporting Role, en zes nominaties: Best Actor, Best Cinematography, Best Editing, Best Film, Best Best Production Design en Best Sound Track